# 村上たかし
村上 たかし（むらかみ たかし、1965年4月8日 - ）は、日本の男性漫画家。
大阪府出身。甲陽学院中学校・高等学校卒業。京都大学経済学部中退。血液型はO型。2007年から広島県東広島市在住。妻はエッセイストの村上佳代。

## 来歴
1985年、京都大学在学中に集英社の青年向け雑誌『ヤングジャンプ』にて『ナマケモノが見てた』でデビューする。同作は、まず読み切りが『ヤングジャンプ』の増刊号などに数回掲載された。次いで1986年に『ヤングジャンプ』33号から37号まで5号連続で短期連載された後、47号より正式に連載開始された。
1992年、本人主宰の映像サークルに所属し、『ナマケモノが見てた』内でのメンバー募集以来一緒に活動していた「佳代」と結婚。夫婦やその娘との生活、また他のサークルメンバーなどとの交流などについては竹書房発行の『ほんまでっせお客さん』などにも描かれている。
2000年、『ヤングジャンプ』にて連載されていた『ぱじ』にて第4回文化庁メディア芸術祭マンガ部門優秀賞を受賞した。
2008年から双葉社『漫画アクション』に連載された初めてのストーリー漫画『星守る犬』が2008年文化庁メディア芸術祭審査委員会推薦作品となった。また、2009年9月8日広島ホームテレビのニュース番組にて本人や同作品が紹介されたほか、雑誌や新聞などでも同作品などについて複数取り上げられたとのことが本人ブログになどで報告されていた。2010年夏、西田敏行主演にて同作品が映画化されることが発表された。
2013年7月現在、竹書房の実録系4コマ漫画誌『本当にあった愉快な話』、集英社の隔週誌『グランドジャンプ』などで執筆活動をしている。
2013年、米国図書館協会の若者向けサービス部門 (YALSA) が選出する「12歳から18歳向けの優秀なグラフィック・ノベル2013年 (2013 Great Graphic Novels for Teens)」のベスト10に、英訳版『星守る犬』（『Stargazing Dog』NBM Publishing、2011）が選ばれた。

## 人物
- 作風としては、『ナマケモノが見てた』シリーズや、『ほんまでっせお客さん』などのように、主にその生態や身の回りに起こった出来事などを面白おかしく強調して執筆する少々毒のある作品と、『ぱじ』や『星守る犬』などのように家族やペットとの絆や交流などを主眼に置いた作品などがある。
- NHK教育テレビの幼児向けアニメ『はりもぐハーリー』のキャラクター原案を手がけた。
- 伊集院光の大ファン[12]。

## 連載作品
- されど父になる（『本当にあった愉快な話』、竹書房）
- コタおいで（『漫画アクション』2017年8号 - 2018年19号、双葉社）
- 探偵見習い アキオ…（『ビッグコミックオリジナル増刊号』、小学館）
- ピノ：PINO（『漫画アクション』2020年12号[13] - 2021年15号、双葉社）
- コンクリートの船（『ビッグコミックオリジナル』2025年10号[14] - 、小学館）

## 単行本リスト

### 一般向け
- ナマケモノが見てたシリーズ（『ヤングジャンプ』、集英社）
  - ナマケモノが見てた 全11巻　※文庫版集英社より全5巻
    1. 1987年6月、ISBN 4-08-861591-3 / 文庫版 2004年5月、ISBN 4-08-618196-7
    2. 1987年12月、ISBN 4-08-861592-1 / 文庫版 2004年5月、ISBN 4-08-618197-5
    3. 1988年4月、ISBN 4-08-861593-X / 文庫版 2004年7月、ISBN 4-08-618198-3
    4. 1988年8月、ISBN 4-08-861594-8 / 文庫版 2004年7月、ISBN 4-08-618199-1
    5. 1988年11月、ISBN 4-08-861595-6 / 文庫版 2004年8月、ISBN 4-08-618200-9
    6. 1989年4月、ISBN 4-08-861596-4
    7. 1989年7月、ISBN 4-08-861597-2
    8. 1989年10月、ISBN 4-08-861598-0
    9. 1990年1月、ISBN 4-08-861599-9
    10. 1990年2月、ISBN 4-08-861600-6
    11. 1990年4月、ISBN 4-08-861558-1

  - ナマケモノがまた見てた 全8巻
    1. 1993年6月、ISBN 4-08-861601-4
    2. 1993年11月、ISBN 4-08-861602-2
    3. 1994年3月、ISBN 4-08-861603-0
    4. 1994年7月、ISBN 4-08-861604-9
    5. 1994年10月、ISBN 4-08-861605-7
    6. 1995年3月、ISBN 4-08-861606-5
    7. 1995年9月、ISBN 4-08-861607-3
    8. 1996年3月、ISBN 4-08-861608-1
- 天国でポン（『ヤングジャンプ』、集英社）全4巻
  1. 1991年7月、ISBN 4-08-875041-1
  2. 1991年11月、ISBN 4-08-875042-X
  3. 1992年4月、ISBN 4-08-875043-8
  4. 1992年6月、ISBN 4-08-875044-6
- ちゃうちゃうちゃうんちゃう（『まんがくらぶ』、竹書房）全1巻、1996年9月、ISBN 4-8124-5088-8
- はりもぐハーリー（日本放送出版協会）全2巻
  1. はりもぐ大作戦 1996年12月、ISBN 4-14-454018-9
  2. はりもぐ大集合 1997年12月、ISBN 4-14-454022-7
- ほんまでっせお客さん（『まんがライフ』・『本当にあった愉快な話』など、竹書房）全3巻
  1. 1999年7月ISBN 4-8124-5309-7
  2. 2001年2月、ISBN 4-8124-5481-6
  3. 2003年5月、ISBN 4-8124-5808-0
- ぱじ（『ヤングジャンプ』、集英社）2000年 - 2005年、全9巻 ※愛蔵版コミックス、2011年、全1巻
  - くうねるそだつ（『YOU』、集英社）全1巻、2003年4月、ISBN 4-08-862549-8 ※絵：村上たかし、文章：村上佳代担当のエッセイコミック
- ぎんなん（『漫画アクション』、双葉社）全2巻
  1. 2007年8月28日発売[15]、ISBN 978-4-575-94117-3
  2. 2008年5月28日発売[16]、ISBN 978-4-575-94171-5
- 星守る犬シリーズ（『漫画アクション』、双葉社）全2巻
星守る犬 2009年7月7日発売[17]、ISBN 978-4-575-30143-4
続・星守る犬 2011年3月18日発売[18]、ISBN 978-4-575-30300-1
完全版・星守る犬 2022年2月26日発売[19]、ISBN 978-4-575-31702-2
- 村上たかしのほんまかいな見聞録（『本当にあった愉快な話』、竹書房）1巻、2010年5月、ISBN 978-4-8124-7274-3
- ぽいぽいさま（『グランドジャンプ』、集英社）全2巻
  1. 2014年9月、ISBN 978-4-087-82800-9
  2. 2015年8月、ISBN 978-4-087-92703-0
- 青い鳥〜わくらば〜（『ビッグコミックオリジナル』、小学館） 全1巻、2014年9月、ISBN 978-4-09-179198-6
- アキオ…（『ビッグコミックオリジナル』、小学館） 全1巻、2016年8月、ISBN 978-4-09-187817-5
- 後妻業の女（『ビッグコミックオリジナル』、小学館）全1巻 ISBN 978-4-09-189477-9（2016年17号 - 22号）、黒川博行・著『後妻業』より、©2016『後妻業の女』製作委員会）[20]
- 探偵見習い アキオ…（『ビッグコミックオリジナル増刊号』、小学館）既刊3巻
  1. 2020年6月30日発売[21]、ISBN 978-4-09-860726-6
  2. 2022年4月28日発売[22]、ISBN 978-4-09-861296-3
  3. 2022年8月30日発売[23]、ISBN 978-4-09-861440-0

### 成人向け
- 老人の性（『みこすり半劇場』ぶんか社）ISBN 978-4-8211-9724-8（1999年1月）
- 村上の下（『みこすり半劇場』ぶんか社）ISBN 978-4-8211-9933-4（2002年3月）

## 映像作品

### アニメ
- ナマケモノが見てた（1988年 - 1989年）（東映ビデオ）
- はりもぐハーリー（1996年 - 1997年）(NHK)

### 実写
- 星守る犬（2011年）（東宝）
- ぱじ 〜ジイジと孫娘の愛情物語〜（2013年）（テレビ東京系列）
- 後妻業の女（2016年）（東宝&ROBOT）

## その他
- 映画『星守る犬』公開記念対談 西田敏行×村上たかし（2011年6月3日、朝日新聞朝刊全面広告10面）
- 企業広告イラスト 中国銀行 [広島市エリア]（2013年3月 - ）
- テレビドラマ『重版出来!』（2016年4月 - 6月、TBS系） - 作中使用漫画「タンポポ鉄道」（八丹カズオ）、執筆を担当
- 広島ホームテレビ『みみよりライブ 5up!』火曜コメンテーター（2018年4月 - 2019年3月）妻：村上佳代と共に担当